# Besengau
Der Besengau ist eine Landschaft im nördlichen Unterfranken vor der Rhön.
Der Besengau umfasst im Wesentlichen die Gemarkungen der Orte
- Bastheim, ironisch oft als auch die „Besengaumetropole“ bezeichnet; mit den  Ortsteilen Braidbach, Geckenau, Reyersbach, Rödles, Simonshof, Unterwaldbehrungen und Wechterswinkel,
- Frickenhausen, Ortsteil der Stadt Mellrichstadt;

Die Bezeichnung Besengau erklärt sich aus der Tätigkeit des Besenbindens aus Reisern (=Zweigen) der Birke, die aus wirtschaftlicher Not von der Bevölkerung in den Wintern des 18. und 19. Jahrhunderts ausgeübt wurde.
Gewässer sind die Els mit ihren Nebenläufen, Riedwiesenbach, Ronsbach, Braidbach und Frickenbach und der Frickenhäuser See.